# Yukis
Els yukis són una tribu índia de la família lingüística hoka-sioux, i segons d'altres una llengua aïllada, el nom del qual procedeix del wintun i vol dir 'estranger' o 'enemic'. També són anomenats ukhotno'm. Es dividien en tres grups:
- Yuki, a la part alta del riu Eel.
- Huchnom, al NO de la vall de Redwood.
- Yuki de la costa, al llarg de la costa de Redwood, de Cleone a Usal.

## Localització
Vivien entre Round Valley, North Folk i el riu Eel (Califòrnia), tot ocupant part de la costa del Pacífic, des de l'actual Fort Bragg fins a l'Usal, a la desembocadura de l'Eel. Actualment viuen a la reserva Round Valley (Califòrnia).

## Demografia
Les estimacions acadèmiques sobre les poblacions anteriors al contacte de la majoria de grups nadius de Califòrnia han variat substancialment quan els historiadors i antropòlegs han tractat d'avaluar la documentació més antiga. Alfred L. Kroeber estima que la població el 1770 dels yukis, hHuchnom, i yukis de la costa, era de 2.000, 500 i 500 individus respectivament, o sigui 3.000 en total. Sherburne F. Cook elevava aquest total lleugerament en 3.500. A continuació, va proposar una estimació més alta de 9.730 yukis. Però foren reduïts a 300 el 1864 i a 200 el 1906, i cap al 1970 només hi havia 75 a Geyserville i Napa River. Segons el cens dels Estats Units del 2000 hi havia un total de 565 individus. Altres estimacions parlen únicament de 85 yukis, 50 dels quals viuen a la reserva índia Round Valley. 

## Costums
Eren petits i grassos, amb el crani allargat. Menjaven aglans, arrels, baies, peix i cacera. Duien molt poca roba i les dones es tatuaven. Pescaven salmons i caçaven ossos i daines.
Els de l'interior habitaven en edificacions petites cobertes de terra, i els de la costa en bordes d'escorça, de forma cònica i amb pals, però ambdós tenien una casa comunal de dansa feta de palla i terra, i una casa de "suor".
Creien en un ésser suprem, Taikomol, 'el que camina sol', que ho va crear tot, té forma i aparença humana, i també el Tro, el qual li fa d'ajudant. El seu cerimonial és molt similar als dels pomo; enterraven els morts asseguts dins una cistella, que després enterraven sense gaire cerimònia.
S'organitzaven en comunitats de molts establiments escampats o en viles que ocupaven àrees determinades, cadascuna amb un cabdill i totes amb un cabdill suprem. Comptaven amb un líder guerrer, un xaman i un remeier; llevat dels costaners, la resta guerrejaven freqüentment. Comerciaven peix i cloïsses.
Tenien un sistema de comptar octogenari, puix que comptaven amb els espais d'entre els dits. També tenien com a costum guerrer prendre els caps dels enemics morts per fer una cerimònia posterior.

## Història
Tenien guerres constants contra els seus veïns pomo i wintun, enemics seus, però des del 1849 foren exterminats sense pietat pels blancs buscadors d'or al seu territori.
Endemés, el 1838 patiren una epidèmia de verola i el 1856 començaren a cultivar nome al seu territori. El 1862, els blancs ocuparen el 80% de la reserva i mataren 45 indis, i el 1871 es va crear una missió a Round Valley, des d'on molts s'uniren a la Ghostdance.
El membre de la tribu més destacada és la poeta Margaret Yellowhammer Card.